# Kaple blahoslaveného Karla I. (Stará Boleslav)
Kaple blahoslaveného císaře Karla I. ve Staré Boleslavi měla podobu postranní kaple v poutním kostele Nanebevzetí Panny Marie, kde je také uloženo vzácné Palladium země české.

## Zasvěcení
Proces blahořečení císaře Karla I. byl dokončen 4. října 2004 papežem Janem Pavlem II. Ten stanovil svátek Karla I. z domu rakouského na 21. říjen. Toto datum bylo zvoleno, coby výroční den Karlovy svatby (21. října 1911) se Zitou Bourbonsko-Parmskou. Novomanželé pak po svatbě společně žili na zámku v nedalekém Brandýse nad Labem, kde mladý císař sloužil u vojenské posádky. Ke zdejšímu kraji měl blízký vztah a prožil zde nejkrásnější čas rodinného života.

## Popis kaple

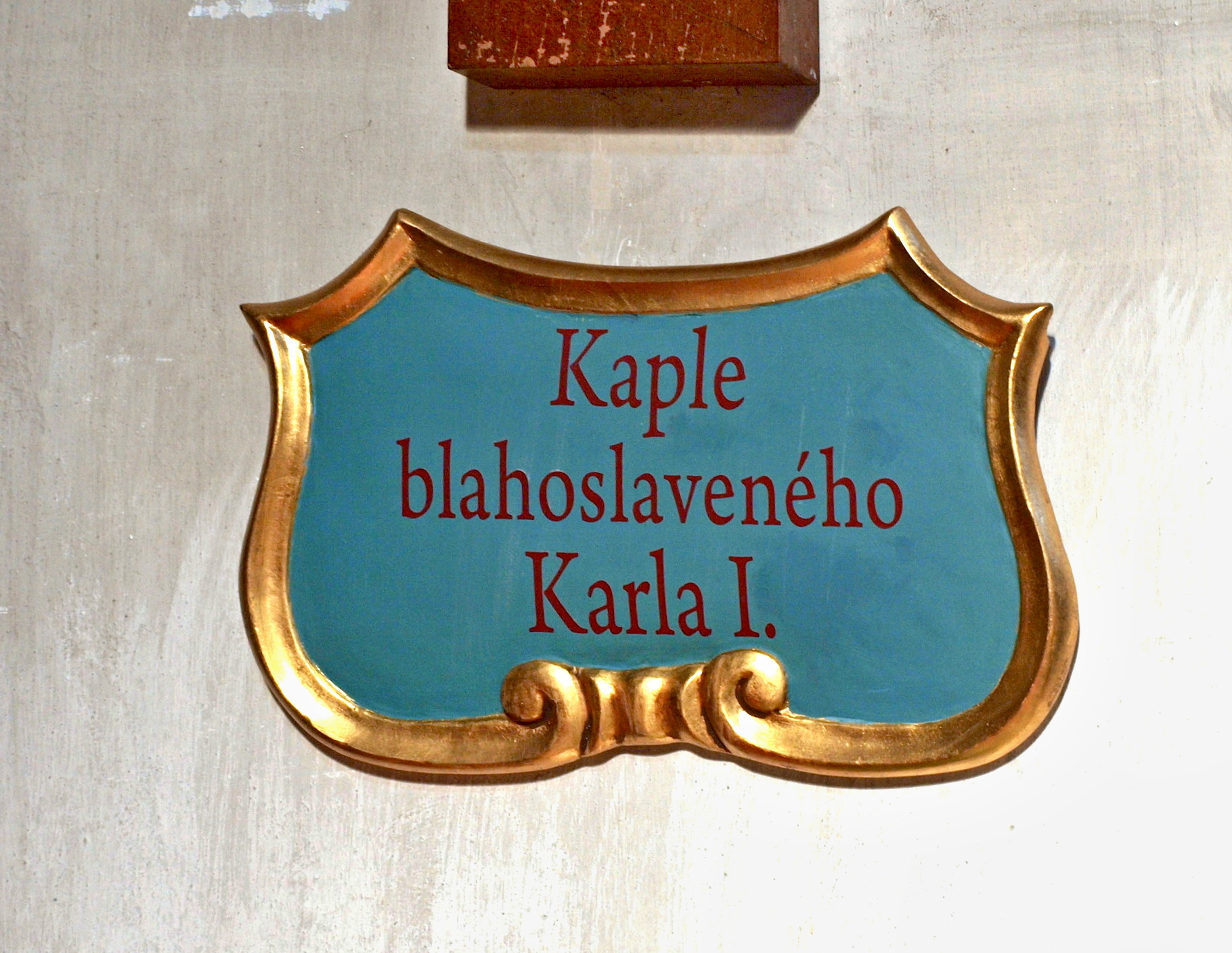
Kaple císaře Karla I. ve Staré Boleslavi

Kaple s relikviářem blahoslaveného Karla I. se nacházela v bývalé tzv. "panské" sakristii v přízemí severní věže při presbytáři staroboleslavského kostela Nanebevzetí Panny Marie, který je významný tím, že je zde uloženo Palladium země české. Byla vybudována péčí Modlitební ligy císaře Karla za mír mezi národy a zasvěcena poslednímu císaři a českému králi, jehož relikvie byla v kapli slavnostně uložena při jejím vysvěcení 1. května 2011, v týž den, kdy byl blahořečen papež Jan Pavel II.  Kaple byla zrušena v roce 2018, kdy byl kostel uzavřen z důvodu celkové rekonstrukce, po jeho znovuotevření v roce 2020 již prostor slouží jinému účelu. 